# Myrioglobula antarctica
Myrioglobula antarctica är en ringmaskart som beskrevs av Hartman 1967. Myrioglobula antarctica ingår i släktet Myrioglobula och familjen Oweniidae. Inga underarter finns listade i Catalogue of Life.